# Parkitka
Parkitka – wzgórze w Częstochowie o wysokości 293,1 m n.p.m. oraz położone na nim osiedle wchodzące w skład dzielnicy Częstochówka-Parkitka. 
Najwyżej położony punkt wzniesienia znajduje się przy ulicy Krynickiej, pomiędzy ulicami Bialską a Mazowiecką. Rejestr TERYT wymienia Parkitkę jako część miasta Częstochowy (SIMC: 0931193). 

## Historia
Nazwa Parkitka (dawniej pustkowie Parkitne) funkcjonuje od XIX wieku. Intensywna zabudowa tych terenów rozpoczęła się w latach 80. XX wieku. W latach 1982–2000 na Parkitce wybudowany został Wojewódzki Szpital Specjalistyczny im. NMP.
Osiedle Parkitka było ostatnim zwartym kompleksem mieszkaniowym wybudowanym w mieście w okresie PRL. Chociaż jak na innych osiedlach zastosowano tu wielką płytę W-70, ale architektowi Marianowi Kruszyńskiemu udało się wymusić dodanie odlewanych elementów, stanowiących urozmaicające detale architektoniczne, np. ukośne loggie w blokach czy podcienia arkadowe pawilonów, jednak najbardziej charakterystyczne okazały się nadbudówki, tzw. pracownie artystyczne z blaszanymi, niemal pionowymi zadaszeniami, do których wchodzi się ze znajdującego się poniżej mieszkania.
Nadbudówek powstało 55 i tworzą charakterystyczną sylwetkę osiedla, gdyż są obecne na wszystkich blokach w pierwszym rzędzie od strony głównej ulicy w dzielnicy, tj. ul. Okulickiego.
Pomysł, by w ramach budowy osiedla mieszkaniowego powstały pracownie dla artystów powstał w 1979 r. Uzasadnieniem dla tego elementu był fakt, że środowisko twórców było w mieście bardzo silne, m.in. za sprawą cieszącego się renomą kierunku plastycznego w Wyższej Szkole Pedagogicznej.